# Delage D12

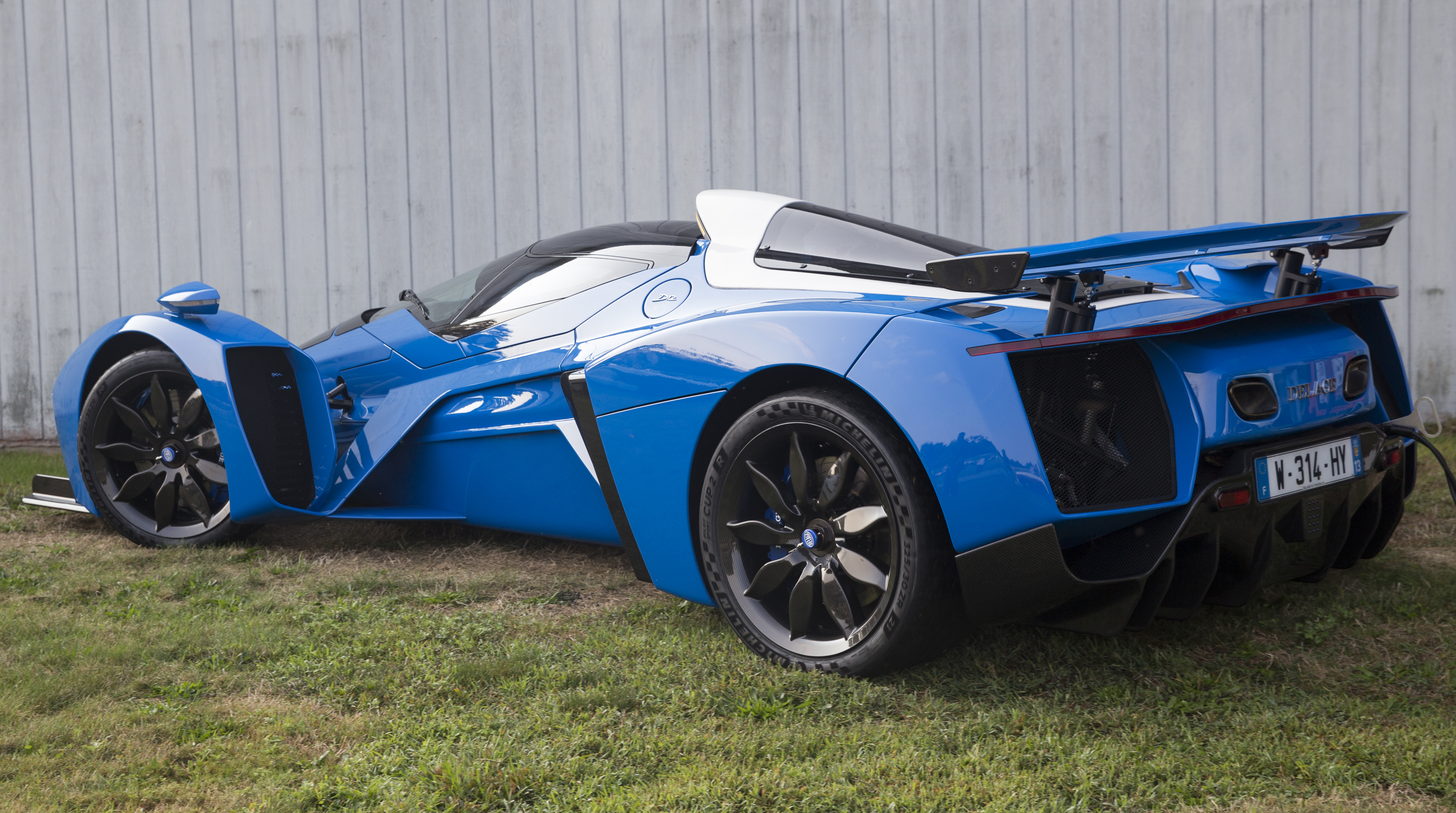
Heckansicht

Der Delage D12 ist ein Supersportwagen des französischen Automobilherstellers Delage Automobiles.

## Geschichte
Zwischen 1905 und 1953 wurden als Delage bereits sportliche und luxuriöse Fahrzeuge in Frankreich hergestellt. Laurent Tapie, der Sohn von Bernard Tapie, gab 2020 bekannt, ab 2021 mit dem auf 30 Exemplare limitierten D12 die Marke wiederbeleben zu wollen. Das erste fahrtaugliche Modell wurde im Mai 2022 anlässlich des Ersten Großen Preises von Miami vorgestellt. Auch auf dem Goodwood Festival of Speed einen Monat später war dieses Modell zu sehen.
Äußerlich soll sich das Fahrzeug an Formel-1-Rennwagen orientieren. Es ist allerdings ein Zweisitzer mit hintereinander angeordneten Sitzen. An der Entwicklung des D12 war unter anderem der Formel-1-Weltmeister von 1997 Jacques Villeneuve beteiligt. Der D12 soll den Rundenrekord für Serienfahrzeuge auf der Nürburgring-Nordschleife brechen. Dazu ist eine Rundenzeit von unter 6:40,3 Minuten notwendig.

## Technische Daten
Für den Supersportwagen soll eine Motorisierung angeboten werden. Sie hat einen V12-Ottomotor mit 6,6 Liter Hubraum und einer maximalen Leistung von 625 kW (850 PS). Kombiniert wird dieser Motor mit einem 110 kW (150 PS) starken Elektromotor, der in das 8-Stufen-Automatikgetriebe integriert ist. Beim Entwicklungsbeginn sollte der Motor 7,6 Liter Hubraum haben. Die Höchstgeschwindigkeit gibt der Hersteller mit 360 km/h an.
|                                             | D12 Club                     | D12 GT                       |
| Motorkenndaten                              |                              |                              |
| Motortyp                                    | V12-Ottomotor + Elektromotor | V12-Ottomotor + Elektromotor |
| Motoraufladung                              | —                            | —                            |
| Hubraum                                     | 6635 cm³                     | 6635 cm³                     |
| max. Leistung Verbrennungsmotor bei min−1   | 625 kW (850 PS) / 8600       | 625 kW (850 PS) / 8600       |
| max. Leistung Elektromotor                  | 110 kW (150 PS)              | 110 kW (150 PS)              |
| max. Systemleistung                         | 735 kW (1000 PS)             | 735 kW (1000 PS)             |
| max. Drehmoment Verbrennungsmotor bei min−1 | 744 Nm / 7000                | 744 Nm / 7000                |
| max. Drehmoment Elektromotor                | 252 Nm                       | 252 Nm                       |
| max. Systemdrehmoment                       | 997 Nm                       | 997 Nm                       |
| Kraftübertragung                            |                              |                              |
| Antrieb                                     | Hinterradantrieb             | Hinterradantrieb             |
| Getriebe, serienmäßig                       | 8-Stufen-Automatikgetriebe   | 8-Stufen-Automatikgetriebe   |
| Messwerte                                   |                              |                              |
| Höchstgeschwindigkeit                       | 360 km/h                     | 360 km/h                     |
| Beschleunigung, 0–100 km/h                  | 2,4 s                        | 2,5 s                        |
| Kraftstoffverbrauch auf 100 km (kombiniert) | k. A.                        | k. A.                        |
| Tankinhalt                                  | 80 l                         | 80 l                         |